# アピチャートポン・ウィーラセータクン
アピチャートポン・ウィーラセータクン（อภิชาติพงศ์ วีระเศรษฐกุล, Apichatpong Weerasethakul, 1970年7月16日 - ）は、タイの映画監督・映画プロデューサー・脚本家、美術家。多摩美術大学特任教授。チェンマイを拠点に映画やビデオ映像、写真を制作する。愛称は、ジョー (Joe)。

## 経歴
1970年7月16日、タイのバンコクに生まれる。両親は医者で、コーンケン県の病院で働いていた。1993年に短編映画『Bullet（原題）』で監督デビュー。
1994年、コーンケン大学で建築学士号を取得、1997年、留学先のシカゴ美術館附属美術大学で美術・映画製作の修士号を取得。
1999年、映画製作会社キック・ザ・マシーンを設立。2000年、初の長編映画『真昼の不思議な物体』を発表。
2002年、『ブリスフリー・ユアーズ』が第55回カンヌ国際映画祭のある視点部門に出品され、同部門のグランプリを受賞した。
また、第3回東京フィルメックスでも最優秀作品賞を受賞している。
2004年、『トロピカル・マラディ』が第57回カンヌ国際映画祭のコンペティション部門で上映され、審査員賞を受賞。第5回東京フィルメックスで2作連続となる最優秀作品賞を受賞した。また、カイエ・デュ・シネマの2004年の映画トップ10の第1位に選出されている。
2006年、『世紀の光』が第63回ヴェネツィア国際映画祭のコンペティション部門に出品された。
2010年、『ブンミおじさんの森』が第63回カンヌ国際映画祭でタイ映画史上初めてとなるパルム・ドール（最高賞）を受賞。審査員長のティム・バートンは「我々は映画にサプライズを求めている。この映画はそのサプライズを多くの人々にもたらした」と語った。（のち、アレクシス・ヴェレル監督のドキュメンタリー映画『カンヌ 伝説が生まれる街』に出演した際、パルム・ドール受賞後にタイに帰国した際、タイ国内で非難の声が多かったと、語った）
2011年、母校のシカゴ美術館附属美術大学より名誉博士号を授与。
2012年、『メコン・ホテル』が第65回カンヌ国際映画祭のスペシャル・スクリーニングで上映され、第13回東京フィルメックスでも特別招待作品として上映された。
2013年、第24回福岡アジア文化賞芸術・文化賞を受賞。
2020年、多摩美術大学特任教授。
2021年、ティルダ・スウィントンを主演に迎えた自身初の英語作品『MEMORIA メモリア』が第74回カンヌ国際映画祭のコンペティション部門で上映され、審査員賞を受賞した。

## 作風
日本の研究者、中村紀彦によると、「映画は、アピチャッポンを構成する一要素に過ぎ」ないという。京都市立芸術大学ギャラリー@KCUAの開館5 周年記念展アピチャッポン・ウィーラセタクン個展 -PHOTOPHOBIA-（企画：徳山拓一） を観客として訪れた中村は、「東北タイという凄惨な歴史が埋れる土地で、彼（＝アピチャートポン）は映画だけでなくインスタレーションやMVや写真まで制作することで、はじめて複雑かつ広大なネットワークをつくりあげた」結果、「異次元の複雑さ」で観客を惹きつけるとしている。

## 主な監督作品
- 真昼の不思議な物体 ดอกฟ้าในมือมาร/Mysterious Object at Noon （2000年）
- ブリスフリー・ユアーズ สุดเสน่หา/Blissfully Yours （2002年）
- アイアン・プッシーの大冒険 หัวใจทรนง/The Adventure of Iron Pussy （2003年）＊共同監督マイケル・シャオワナーサイ
- トロピカル・マラディ สัตว์ประหลาด/Tropical Malady （2004年）
- 世紀の光 แสงศตวรรษ/Syndromes and a Century （2006年、日本公開は2016年[7]）
- ブンミおじさんの森 ลุงบุญมีระลึกชาติ/Uncle Boonmee Who Can Recall His Past Lives （2010年）
- メコンホテル Mekong Hotel （2012年）
- 光りの墓 รักที่ขอนแก่น Rak Ti Khon Kaen/Cemetery of Splendour（2015年、日本公開は2016年[7]）
- MEMORIA メモリア Memoria（2021年）

## 主な収蔵先
- 東京都現代美術館、東京都写真美術館、サンフランシスコ近代美術館、ウォーカー・アートセンター、テート・モダン、ポンピドゥー・センター、MAIIAM現代美術館、カリフォルニア大学バークレー美術館、ルイ・ヴィトン財団

## 和名問題
アピチャートポン・ウィーラセータクンについては、日本語のカタカナ表記が乱立した。美術作品のエージェントであるトモ・スズキ・ジャパン（東京）によると、2007年に来日した際、本人の同意を得て「アピチャッポン・ウィーラセタクン」で統一作業を行っていると主張している。しかし、日本人の名前と同様、タイ人の名前は意味ある語彙の集合によって形成されるため、アピチャート（อภิชาติ「高貴な血筋」）、ポン（พงศ์「子孫」）とすでに確立された日本語表記がある。また、「アピチャッポン・ウィーラセタクン」では短母音と長母音の表記が混同されて使用されており、表記上の不備が多い。そのため、国際交流基金、東京外国語大学等では、「アピチャートポン・ウィーラセータクン」の名称が使用されている。ただ、国際交流基金は、2009年に開催した上映会「国際交流基金アジア映画ベストセレクション」以降、展覧会の後援も含め、アピチャッポン・ウィーラセタクンと表記している。また、『ブンミおじさんの森』を配給したシネマライズ、『世紀の光』と『光りの墓』を配給したムヴィオラもトモ・スズキ・ジャパンと同じ立場をとり、アピチャッポン・ウィーラセタクンと表記する旨は、2018年イメージフォーラムで開催の「映画・美術・舞台〜様々な角度からアピチャッポンについて語る」クロストークイベントで明言されている。その壇上に立った「東京フィルメックス」ディレクターも大勢の中で本人の発音を聞いて、アピチャッポン・ウィーラセタクンという日本語表記が当人の発音に最も近い、と合意した事実を伝えた。

## 関連文献
- 夏目深雪、金子遊編『アピチャッポン・ウィーラセタクン：光と記憶のアーティスト』、フィルムアート社、2016年。ISBN 978-4-8459-1617-7
- 東京都写真美術館編『アピチャッポン・ウィーラセタクン 亡霊たち』、河出書房新社、2016年。ISBN 978-4-309-27795-0
- 中村紀彦「遮られる運動、遮る静止 : アピチャッポン・ウィーラセタクンの諸作品における静止画面をめぐって (特集:Still/Motion)」『美学芸術学論集』第11号、神戸大学、2015年3月、76-87頁、doi:10.24546/81008817、hdl:20.500.14094/81008817、ISSN 18801943。
- 中村紀彦「彷徨う魂/キャメラ : アピチャッポン・ウィーラセタクン『世紀の光』におけるトラッキング・ショットとロング・テイクの相互作用を中心に」『美学芸術学論集』第12巻、神戸大学文学部芸術学研究室、2016年3月、88-103頁、doi:10.24546/81009443、hdl:20.500.14094/81009443、ISSN 18801943、CRID 1390572174883503616。
- アピチャッポン・ウィーラセタクン「感覚そのものをとらえる。アピチャッポン・ウィーラセタクン インタビュー」、聞き手：中村紀彦、美術手帖web、2017年
- アピチャッポン・ウィーラセタクン、空族・富田克也「自由に開かれた〈プラットフォーム〉な映画を作りたい」、nobody、2011年公開。
- アピチャッポン・ウィーラセタクン「感覚そのものをとらえる。アピチャッポン・ウィーラセタクン インタビュー」文：中村紀彦、通訳：樅山智子、美術手帖web、2017年7月28日公開。
- 『ブンミおじさんの森』アピチャッポン・ウィーラセタクン監督インタビュー - CINRA.NET2011年3月4日掲載
- PUBLIC-IMAGE.ORG インタビュー（2011年3月12日時点のアーカイブ）